# Rue de Montempoivre
La rue de Montempoivre est une voie située dans le quartier de Bel-Air du 12e arrondissement de Paris.
Elle ne doit pas être confondue avec le sentier de Montempoivre.

## Situation et accès

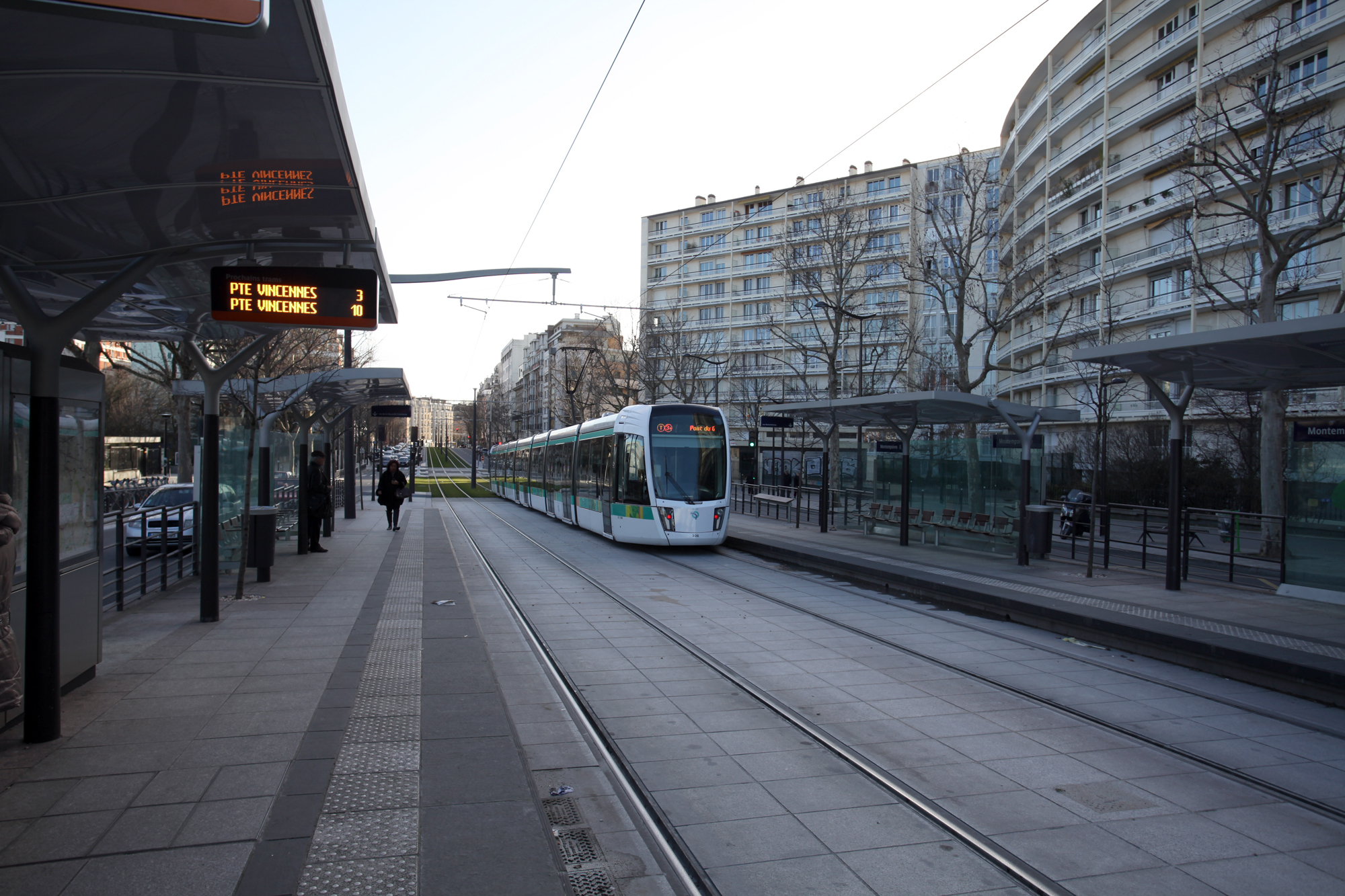
L'arrêt Montempoivre de la ligne 3a du tramway.

La rue de Montempoivre est accessible à proximité par la ligne 3a du tramway d'Île-de-France à l'arrêt Montempoivre et par la ligne de métro 6 à la station Bel-Air.

## Origine du nom
Elle tient son nom d'un lieu-dit et a donné son nom à la porte de Montempoivre sur laquelle elle débouche.

## Historique
Cette rue est une très ancienne voie de l'arrondissement puisqu'elle est déjà présente sur le plan de Roussel datant de 1730, sous le nom de « Montempoivre ».
Elle fut alignée et améliorée en 1846 et subit d'autres transformations jusqu'en 1886. En 1885, une partie de la rue Montempoivre est détachée pour former la rue Louis-Braille. Une autre partie formera une section de l'avenue Émile-Laurent.
En 1932, la partie ouest de la rue est renommée rue Messidor.

## Monuments remarquables et lieux de mémoire
- No 16 : école maternelle Montempoivre, avec fresque monumentale, œuvre de la sculptrice Yvette Vincent-Alleaume qui vivait dans le quartier.
- No  27 : emplacement de la gare de Bel-Air-Ceinture, sur l'ancienne ligne de Petite Ceinture. Elle assurait une correspondance avec la ligne de Vincennes, située au niveau de la rue. La ligne de Petite Ceinture passait au-dessus de la rue, sur le viaduc toujours existant.
- Accès au square Charles-Péguy ainsi qu'à une entrée de la Promenade plantée.